# 25. Screen Actors Guild-gála
A 25. Screen Actors Guild-gála a 2018-as év legjobb filmes és televíziós alakításait értékelte. A díjátadót 2019. január 27-én tartották a Los Angeles-i Shrine Auditoriumban. A ceremóniát a TNT és a TBS televízióadók egyszerre közvetítették élőben, az észak-amerikai időzóna szerint este nyolc órától.
A jelöltek listáját 2018. december 12-én hozták nyilvánosságra, a rendezvény házigazdájának, Megan Mullallynak a megnevezésével egyidőben.
2018. október 4-én tették közzé, hogy a Screen Actors Guild-életműdíjat Alan Alda kapja.

## Győztesek és jelöltek

### Film
| Legjobb férfi főszereplő | Legjobb férfi főszereplő | Legjobb női főszereplő     | Legjobb női főszereplő |
| --- | --- | -------------------------- | --- |
| | - Rami Malek – Bohém rapszódia (Freddie Mercury) - Christian Bale – Alelnök (Dick Cheney) - Bradley Cooper – Csillag születik (Jackson Maine) - Viggo Mortensen – Zöld könyv – Útmutató az élethez (Frank "Tony Lip" Vallelonga) - John David Washington – Csuklyások – BlacKkKlansman (Ron Stallworth) |                            | - Glenn Close – A férfi mögött (Joan Castleman) - Emily Blunt – Mary Poppins visszatér (Mary Poppins - Olivia Colman – A kedvenc (Anna brit királynő) - Lady Gaga – Csillag születik (Ally Maine) - Melissa McCarthy – Megbocsátasz valaha? (Lee Israel) |
| Legjobb férfi mellékszereplő | Legjobb férfi mellékszereplő | Legjobb női mellékszereplő | Legjobb női mellékszereplő |
| | - Mahershala Ali – Zöld könyv – Útmutató az élethez (Don Shirley) - Timothée Chalamet – Csodálatos fiú (Nic Sheff) - Adam Driver – Csuklyások – BlacKkKlansman (Flip Zimmerman) - Sam Elliott – Csillag születik (Bobby Maine) - Richard E. Grant – Megbocsátasz valaha? (Jack Hock)                    |                            | - Emily Blunt – Hang nélkül (Evelyn Abbott) - Amy Adams – Alelnök (Lynne Cheney) - Margot Robbie – Két királynő (I. Erzsébet - Emma Stone – A kedvenc (Abigail Masham) - Rachel Weisz – A kedvenc (Sarah Churchill)                                      |
| Legjobb szereplőgárda (mozifilm) | |                            | |
| - Fekete Párduc – Angela Bassett, Chadwick Boseman, Sterling K. Brown, Winston Duke, Martin Freeman, Danai Gurira, Michael B. Jordan, Daniel Kaluuya, Lupita Nyong’o, Andy Serkis, Forest Whitaker, Letitia Wright - Csuklyások – BlacKkKlansman – Harry Belafonte, Adam Driver, Topher Grace, Laura Harrier, Corey Hawkins, John David Washington - Bohém rapszódia – Lucy Boynton, Aidan Gillen, Ben Hardy, Tom Hollander, Gwilym Lee, Allen Leech, Rami Malek, Joe Mazzello, Mike Myers - Kőgazdag ázsiaiak – Awkwafina, Gemma Chan, Henry Golding, Ken Jeong, Lisa Lu, Harry Shum Jr., Constance Wu, Michelle Yeoh - Csillag születik – Dave Chappelle, Andrew Dice Clay, Bradley Cooper, Sam Elliott, Rafi Gavron, Lady Gaga, Anthony Ramos | |                            | |
| Legjobb kaszkadőrgárda (mozifilm) | |                            | |
| - Fekete Párduc - A Hangya és a Darázs - Bosszúállók: Végtelen háború - Buster Scruggs balladája - Mission: Impossible – Utóhatás | |                            | |

### Televízió
| Legjobb színész (minisorozat vagy tévéfilm) | Legjobb színész (minisorozat vagy tévéfilm) | Legjobb színésznő (minisorozat vagy tévéfilm) | Legjobb színésznő (minisorozat vagy tévéfilm) |
| --- | --- | --------------------------------------------- | --- |
| | - Darren Criss – American Crime Story: A Gianni Versace-gyilkosság (Andrew Cunanan) - Antonio Banderas – Géniusz (Pablo Picasso) - Hugh Grant – Egy nagyon angolos botrány (Jeremy Thorpe) - Anthony Hopkins – Lear király (Lear király) - Bill Pullman – A tettes (Harry Ambrose) |                                               | - Patricia Arquette – Szökés Dannemorából (Tilly Mitchell) - Amy Adams – Éles tárgyak (Camille Preaker) - Patricia Clarkson – Éles tárgyak (Adora Crellin) - Penélope Cruz – American Crime Story: A Gianni Versace-gyilkosság (Donatella Versace) - Emma Stone – Maniac (Annie Landsberg) |
| Legjobb színész (drámasorozat) | Legjobb színész (drámasorozat) | Legjobb színésznő (drámasorozat)              | Legjobb színésznő (drámasorozat) |
| | - Jason Bateman – Ozark (Marty Byrde) - Sterling K. Brown – Rólunk szól (Randall Pearson) - Joseph Fiennes – A szolgálólány meséje (Fred Waterford parancsnok) - John Krasinski – Jack Ryan (Jack Ryan) - Bob Odenkirk – Better Call Saul (Jimmy McGill)                           |                                               | - Sandra Oh – Megszállottak viadala (Eve Polastri) - Julia Garner – Ozark (Ruth Langmore) - Laura Linney – Ozark (Wendy Byrde) - Elisabeth Moss – A szolgálólány meséje (June Osborne / Offred) - Robin Wright – Kártyavár (Claire Underwood)                                              |
| Legjobb színész (vígjátéksorozat) | Legjobb színész (vígjátéksorozat) | Legjobb színésznő (vígjátéksorozat)           | Legjobb színésznő (vígjátéksorozat) |
| | - Tony Shalhoub – A káprázatos Mrs. Maisel (Abe Weissman) - Alan Arkin – A Kominsky-módszer (Norman Newlander) - Michael Douglas – A Kominsky-módszer (Sandy Kominsky) - Bill Hader – Barry (Barry Berkman / Barry Block) - Henry Winkler – Barry (Gene Cousineau)                 |                                               | - Rachel Brosnahan – A káprázatos Mrs. Maisel (Miriam "Midge" Maisel) - Alex Borstein – A káprázatos Mrs. Maisel (Susie Myerson) - Alison Brie – GLOW (Ruth Wilder) - Jane Fonda – Grace és Frankie (Grace Hanson) - Lily Tomlin – Grace és Frankie (Frankie Bergstein)                    |
| Legjobb szereplőgárda (drámasorozat) | |                                               | |
| - Rólunk szól – Eris Baker, Sterling K. Brown, Niles Fitch, Mackenzie Hancsicsak, Justin Hartley, Faithe Herman, Jon Huertas, Melanie Liburd, Chrissy Metz, Mandy Moore, Lyric Ross, Chris Sullivan, Milo Ventimiglia, Susan Kelechi Watson, Hannah Zeile - Foglalkozásuk: amerikai – Anthony Arkin, Scott Cohen, Brandon J. Dirden, Noah Emmerich, Laurie Holden, Margo Martindale, Matthew Rhys, Costa Ronin, Keri Russell, Keidrich Sellati, Miriam Shor, Holly Taylor - Better Call Saul – Jonathan Banks, Rainer Bock, Ray Campbell, Giancarlo Esposito, Michael Mando, Bob Odenkirk, Rhea Seehorn - A szolgálólány meséje – Alexis Bledel, Madeline Brewer, Amanda Brugel, Ann Dowd, O. T. Fagbenle, Joseph Fiennes, Nina Kiri, Max Minghella, Elisabeth Moss, Yvonne Strahovski, Sydney Sweeney, Bahia Watson - Ozark – Jason Bateman, Lisa Emery, Skylar Gaertner, Julia Garner, Darren Goldstein, Jason Butler Harner, Carson Holmes, Sofia Hublitz, Laura Linney, Trevor Long, Janet McTeer, Peter Mullan, Jordana Spiro, Charlie Tahan, Robert Treveiler, Harris Yulin | |                                               | |
| Legjobb szereplőgárda (vígjátéksorozat) | |                                               | |
| - A káprázatos Mrs. Maisel – Caroline Aaron, Alex Borstein, Rachel Brosnahan, Marin Hinkle, Zachary Levi, Kevin Pollak, Tony Shalhoub, Brian Tarantina, Michael Zegen - Atlanta – Khris Davis, Donald Glover, Brian Tyree Henry, Lakeith Stanfield - Barry – Darrell Britt-Gibson, D'Arcy Carden, Andy Carey, Anthony Carrigan, Rightor Doyle, Glenn Fleschler, Alejandro Furth, Sarah Goldberg, Bill Hader, Kirby Howell-Baptiste, Paula Newsome, John Pirruccello, Stephen Root, Henry Winkler - GLOW – Britt Baron, Shakira Barrera, Alison Brie, Kimmy Gatewood, Betty Gilpin, Rebekka Johnson, Chris Lowell, Sunita Mani, Marc Maron, Kate Nash, Wyatt Nash, Sydelle Noel, Victor Quinaz, Gayle Rankin, Bashir Salahuddin, Kia Stevens, Jackie Tohn, Ellen Wong, Britney Young - A Kominsky-módszer – Jenna Lyng Adams, Alan Arkin, Sarah Baker, Casey Thomas Brown, Michael Douglas, Ashleigh LaThrop, Emily Osment, Graham Rogers, Susan Sullivan, Melissa Tang, Nancy Travis                                                                                              | |                                               | |
| Legjobb kaszkadőrgárda (televízió) | |                                               | |
| - GLOW - Daredevil - Jack Ryan - The Walking Dead - Westworld | |                                               | |

### Screen Actors Guild-életműdíj
- Alan Alda

Tom Hanks a következőképpen konferálta fel az életműdíj átadását: „Egy pályafutás, melyet különböző mérföldkövek szegélyeznek. Az első a minőség. Aztán persze ott van a hosszú időtartam is, de úgy gondolom, talán a legfontosabb az, hogy egy színész döntései hogyan tükrözik vissza a problémás világunk és az emberi természetünk idejét és lényegét... A színész, akit ma este az életművéért kitüntetünk, ezáltal nem csupán évtizedes munkássága és dicséretre méltó szerepei miatt méltó erre, hanem azért is, ahogyan megmutatta mindnyájuknak, kik vagyunk és kivé válhatunk.”

## In Memoriam
A gála "in memoriam" szegmensében az alábbi, 2018-ban elhunyt személyekről emlékeztek meg:
- James Karen
- Bradford Dillman
- Charlotte Rae
- Dorothy Malone
- John Mahoney
- Olivia Cole
- Susan Anspach
- R. Lee Ermey
- Reg E. Cathey
- Philip Bosco
- Bill Daily
- David Ogden Stiers
- Chuck McCann
- Donald Moffat
- Jerry Maren
- Ricky Jay
- Aretha Franklin
- Ken Berry
- Barbara Harris
- John Gavin
- Nanette Fabray
- Soon-Tek Oh
- Tab Hunter
- Scott Wilson
- Kitty O'Neil
- Verne Troyer
- Mickey Jones
- Bob Einstein
- Sondra Locke
- Harry Anderson
- Margot Kidder
- Carol Channing
- Burt Reynolds
- Penny Marshall

## Műsorvezetők
A gálán az alábbi műsorvezetők működtek közre:
- Angela Bassett
- Chadwick Boseman
- Bradley Cooper
- Lady Gaga
- Adam Driver
- Sam Elliott
- Henry Golding
- Ben Hardy
- Ken Jeong
- Gwilym Lee
- Rami Malek
- Joe Mazzello
- John David Washington
- Constance Wu
- Michelle Yeoh
- Awkwafina
- Alec Baldwin
- Matthew Bomer
- Laverne Cox
- Richard Madden
- Ricky Martin
- Tracy Morgan
- Chris Pine
- Keri Russell
- Scott Bakula
- Antonio Banderas
- Gabrielle Carteris
- Glenn Close
- Michael Douglas
- Jodie Foster
- Tom Hanks
- Hugh Grant
- Gary Oldman
- Anthony Ramos
- Rachel Weisz
- Robin Wright

## Fordítás
- Ez a szócikk részben vagy egészben  a(z)   25th Screen Actors Guild Awards című angol Wikipédia-szócikk fordításán alapul.  Az eredeti cikk szerkesztőit annak laptörténete sorolja fel. Ez a jelzés csupán a megfogalmazás eredetét és a szerzői jogokat jelzi, nem szolgál a cikkben szereplő információk forrásmegjelöléseként.